# Eneide (miniserie televisiva)
L'Eneide è uno sceneggiato televisivo Rai del 1971, diretto da Franco Rossi ed interpretato da Giulio Brogi nel ruolo del protagonista, Enea. È tratto dall'omonimo poema epico di Publio Virgilio Marone, Eneide.

## Trama
Alla fine del II millennio a.C., nella bassa valle del Tevere viveva in armonia con la natura il popolo dei Latini, guidato dal re Latino, con la moglie Amata e la figlia Lavinia. Avendo notato un prodigioso sciamare d'api, Latino va con Lavinia a chiederne l'interpretazione al padre Fauno, che gli vaticina che Lavinia sarà sposa di un uomo venuto da lontano, da una città distrutta, che farà scorrere il sangue.
Intanto, un gruppo di Troiani, fuggiaschi dalla loro città distrutta dagli Achei, naufraga con le sue navi sulle coste dell'Africa settentrionale, presso la città di Cartagine, dove si sono stabiliti dei Fenici guidati dalla regina Didone, proveniente da Tiro. A capo dei Troiani c'è il nobile Enea, figlio della dea Venere e di Anchise, imparentato col re Priamo. Allo scopo di cercare provviste per i suoi connazionali e aiuto per riparare le navi, Enea si reca in città, dove viene ben accolto da Didone. Durante un banchetto offerto in suo onore viene invitato a raccontare gli eventi della guerra che l'hanno visto tra i combattenti e delle sue successive peregrinazioni: narra così della caduta di Troia per lo stratagemma del cavallo e l'inganno di Sinone, dell'incendio della città e della fuga, nella quale aveva perso l'amata moglie Creusa ma era riuscito a salvare il figlio Ascanio e il padre Anchise. Con un nutrito gruppo di profughi si era inizialmente diretto in Tracia, dove il re Polimestore aveva accolto il principe troiano Polidoro. Il prodigio del sangue sgorgato da un cespuglio dal quale aveva strappato un ramo gli fece però scoprire che Polidoro era stato ucciso ed era stato sepolto là sotto. Enea e i suoi si allontanarono perciò da quella regione e si stabilirono in riva al mare dove costruirono un villaggio e iniziarono una nuova vita dedicandosi all'agricoltura. In effetti, lo scopo di Enea non era solo quello di assicurare la sopravvivenza dei propri concittadini, ma anche e soprattutto di trovare un nuovo luogo dove custodire i Penati, i feticci lignei simboleggianti i fondatori di Troia, antenati del suo popolo. Un giorno venne a visitarlo il troiano Eleno, che aveva fondato anch'egli una nuova città per dare asilo ai Troiani fuggiti o deportati che avevano riacquistato la libertà; tra questi vi era Andromaca, la moglie di Ettore, catturata da Neottolemo, figlio di Achille, che ne aveva fatto la propria schiava personale. Da Eleno seppe anche della morte di Agamennone per mano della moglie Clitennestra e dell'amante incestuoso Egisto, e soprattutto della sorte di Ulisse, finito prigioniero del mostro Polifemo nella terra dei Ciclopi.
Enea, dopo aver conosciuto il marinaio Palinuro, decise di recarsi a Delo per interrogare l'oracolo di Apollo; da questo ricevette l'indicazione di stabilirsi nell'Antica Madre, che Anchise interpretò come l'isola di Creta. Qui però era scoppiata un'epidemia, così i Troiani dovettero proseguire il loro viaggio per mare, nel quale morì Anchise, il cui corpo fu mandato alla deriva su una zattera con le sue armi, ed infine incontrarono una tempesta che li fece naufragare.
Proseguendo il soggiorno di Enea a Cartagine, la regina Didone inizia ad innamorarsi di lui il quale ricambia la passione. Anche le operazioni di costruzione di una grande nave su cui i Troiani superstiti possano continuare il viaggio procedono a rilento. Didone ed Enea stanno pensando di unire i loro due popoli, ma ciò provoca l'ira di Iarba, re di Numidia e già pretendente alla mano di Didone. Per evitare una guerra, Enea parte di nascosto sulle vecchie navi riparate nel frattempo da Palinuro; per la disperazione, Didone si uccide e maledice Enea e la sua stirpe, maledizione che sarà raccolta da Giunone.  
Approdato in Sicilia, Enea nota una strana luce nell'entroterra e, incuriosito, si reca a controllare. Scopre che si tratta del riflesso del sole sulle armi del padre morto, che lì è stato sepolto da giovani troiani, che avevano riconosciuto le armi come appartenenti alla loro cultura: si tratta dei fanciulli, ora cresciuti, che Enea aveva salvato durante la caduta di Troia e che aveva affidato al suo compagno d'armi Aceste, che poi li condusse con sé nella sua terra natale. Enea, assistendo alle gare organizzate dai giovani troiani presso la tomba di Anchise, le dedica alla memoria del padre.
Aceste offre a Enea e ai suoi di restare presso di lui e vivere della coltivazione dei campi e della raccolta del sale; il nobile troiano vuole però essere sicuro che tale sia la volontà degli dei, e per questo consulta una sibilla, che gli fa compiere un viaggio nell'oltretomba. Enea così entra nell'Ade e incontra l'anima del padre, che lo esorta a ripartire e gli mostra la figura di un giovane che sarà un giorno il più illustre dei suoi discendenti, l'imperatore Augusto. 
Intanto, da Aceste, le donne troiane che non vogliono ripartire appiccano il fuoco ad alcune delle navi, ispirate da Giunone. Enea decide perciò di lasciare in Sicilia chi non vuole proseguire il viaggio.
Dopo avere sbarcato i Troiani nei pressi della foce del Tevere, Palinuro si allontana di nascosto, facendo credere di essere caduto in mare. I Troiani si stabiliscono in una zona disabitata con l'intenzione di coltivarla, ed erigono una palizzata attorno al loro insediamento per proteggerlo dalle incursioni di animali selvatici ed eventuali nemici. Tra gli abitanti delle zone vicine, il primo di cui fanno la conoscenza è Turno, il capo dei Rutuli, che dopo un'iniziale ostilità si mostra benevolo verso Enea quando questi gli regala una spada di ferro al posto della sua di bronzo che aveva rotto. Ascanio, dal canto suo, mentre va a caccia nei paraggi incontra Lavinia, e i due ragazzi si prendono in simpatia.
Enea si reca a Laurento presso la casa del re Latino, che in presenza dei vari capi del suo popolo gli accorda il diritto di restare nella zona che ha scelto per la sua gente in cambio del pagamento di un tributo e del rispetto delle usanze locali. Avendo udito della sua saggezza, Enea va anche a consultare il greco Evandro, che vive nel luogo dove in futuro sarà fondata Roma.
Nel frattempo, Giunone suscita l'idea che gli stranieri siano portatori di sventure in  Amata e in Giuturna (la sorella di Turno), le quali a loro volta sobillano i loro uomini. A ciò si aggiunge il fatto che Enea si è inimicato il re etrusco Mesenzio, alleato di Turno, liberando un uomo che quegli aveva condannato a morte. Scoppiano quindi le ostilità: tra le vittime vi sono Pallante, il figlio di Evandro, scambiato per troiano dalla vergine guerriera Camilla a causa delle armi che gli aveva donato Enea, e i due amici troiani Eurialo e Niso. Per far cessare la guerra, Enea col benestare di Latino sfida Turno a duello: se vincerà, i Troiani potranno restare nel Lazio, in caso contrario i suoi torneranno in Sicilia da Aceste. Dopo una strenua lotta, Enea riesce ad avere la meglio su Turno.

## Produzione
Il formato originario è quello della miniserie televisiva composta da sette puntate, ognuna delle quali durava circa 50-60 minuti. La regia è di Franco Rossi. Si tratta di una libera trasposizione del poema epico Eneide di Publio Virgilio Marone.
La storia dell'eroe viene narrata a partire dal naufragio delle navi troiane sulle coste dell'Africa fino alla nascita della stirpe che darà origine alla civiltà di Roma. Nei panni di Enea, tormentato dalla propria missione, combattuto tra l'amore e il volere divino, Giulio Brogi regala un'interpretazione intensa, affiancato da Olga Karlatos (Didone), Andrea Giordana (Turno), Marilù Tolo (Venere), Ilaria Guerrini (Giunone), Alessandro Haber (Miseno). La voce del narratore è quella di Riccardo Cucciolla.
La sceneggiatura, che secondo un'impostazione "moderna" tratteggiava un eroe con problemi esistenziali, fu scritta da Arnaldo Bagnasco, Vittorio Bonicelli, Pier Maria Pasinetti, Mario Prosperi, Franco Rossi. I produttori furono Ugo Guerra ed Elio Scardamaglia per Rai, ORTF, Bavaria Film, Leone Film, Daiano Film.
Del cast tecnico fecero parte professionisti quali Vittorio Storaro come direttore della fotografia e Luciano Ricceri per la direzione di scenografia e costumi.
Gli esterni dello sceneggiato vennero girati nell'allora Repubblica Socialista Federale di Jugoslavia. Le scene ambientate a Cartagine furono girate a Bamiyan, in Afghanistan, in cui sono riconoscibili le grandi statue di Buddha.

## Colonna sonora
La colonna sonora è stata composta da Mario Nascimbene, ma, nel sesto episodio, comprende anche un estratto del brano composto da Roger Waters Several Species of Small Furry Animals Gathered Together in a Cave and Grooving with a Pict ed eseguito dai Pink Floyd nell'album Ummagumma del 1969. La sigla di coda dello sceneggiato, Canto di Didone, è invece cantata da Olga Karlatos ed è stata pubblicata nel 45 giri Canto di Didone/Cara libertà dalla CBS con numero di catalogo CBS 7671 nello stesso 1971.

## Distribuzione
Lo sceneggiato andò in onda sul Programma Nazionale dal 19 dicembre 1971 al 30 gennaio 1972.
Dall'opera, destinata al piccolo schermo, fu realizzata anche una versione per le sale cinematografiche, dal titolo Le avventure di Enea (1974).
Nonostante all'epoca la Rai trasmettesse ancora in bianco e nero (passerà ufficialmente al colore solamente cinque anni dopo, dal 1° febbraio del 1977), lo sceneggiato, in un'ottica di distribuzione internazionale dell'opera, fu invece realizzato a colori.